# ヴィッラ・サント・ステーファノ
ヴィッラ・サント・ステーファノ（伊: Villa Santo Stefano）は、イタリア共和国ラツィオ州フロジノーネ県にある、人口約1,600人の基礎自治体（コムーネ）。

## 地理

### 位置・広がり
フロジノーネ県の南西部に位置するコムーネ。県都フロジノーネから南へ14km、ラティーナから東へ35km、ガエータから北北西へ40km、ローマから東南東へ80kmの距離にある。

#### 隣接コムーネ
隣接するコムーネは以下の通り。括弧内のLTはラティーナ県所属を示す。
- アマゼーノ
- カストロ・デイ・ヴォルシ
- チェッカーノ
- ジュリアーノ・ディ・ローマ
- プロッセーディ (LT)

### 気候分類・地震分類
ヴィッラ・サント・ステーファノにおけるイタリアの気候分類 (it) および度日は、zona D, 1517 GGである。
また、イタリアの地震リスク階級 (it) では、zona 2B (sismicità media) に分類される。

## 行政
- 山岳共同体 "Monti Lepini" に属する